# 豊中若葉会病院
豊中若葉会病院（とよなかわかばかいびょういん）は、医療法人若葉会が大阪府豊中市東豊中町に設置する病院。
救急告示病院である。

## 診療科
- 内科[2]
- 外科[2]
- 整形外科[2]
- リハビリテーション科[2]
- 放射線科[2]
- 人工透析内科[2]（透析通院患者に無料自宅送迎を行っている[3]。）

## 医療機関の認定
（この節の出典）
- 保険医療機関
- 労災保険指定病院
- 生活保護法指定病院（中国残留邦人等の円滑な帰国の促進並びに永住帰国した中国残留邦人等及び特定配偶者の自立の支援に関する法律（平成六年法律第三十号）に基づく指定医療機関を含む。）
- 指定自立支援病院（更生医療）
- 原子爆弾被害者医療指定病院
- 公害医療機関

## 系列病院（医療法人若葉会）

### 東日本
- 柿生記念病院 - 神奈川県川崎市麻生区
- 川崎田園都市病院 - 神奈川県川崎市麻生区
- 横浜田園都市病院 - 神奈川県横浜市緑区

### 西日本
- 昭和病院 - 大阪府摂津市
- 豊中若葉会病院 - 大阪府豊中市
- 淀川若葉会病院 - 大阪府大阪市東淀川区
- 堺若葉会病院 - 大阪府堺市北区
- 六甲病院 - 兵庫県神戸市
- 明石回生病院 - 兵庫県明石市
- 王子回生病院 - 兵庫県明石市
- 福山第一病院 - 広島県福山市
- 西条中央病院 - 広島県東広島市
- 九州鉄道記念病院 - 福岡県北九州市門司区

### 過去
- さいたま記念病院 - 埼玉県さいたま市見沼区（2024年12月、医療法人徳洲会へ事業譲渡。）

## 交通アクセス
- 北大阪急行南北線「桃山台駅」下車、徒歩で約15分[4]。
- 阪急宝塚本線「豊中駅」から阪急バス「東豊中小学校前」停留所下車、徒歩で5分、または「熊野町東」停留所下車、徒歩で約5分[4]。

## 周辺環境
- 豊中熊野郵便局
- 豊中市立第十五中学校
- コープこうべ コープミニ泉丘